# 特拉什错那克湖
特拉什错那克湖是一个位于中国青海省治多县的湖泊，面积约为24.6平方千米。